# ولورین (شخصیت مارول نهایی)
ولورین با نام اصلی جیمز هاولت از زمین ۱۶۱۰ یک شخصیت خیالی ابرقهرمان در کتاب های کمیک منتشر شده توسط مارول کامیکس است. او یک نسخه موازی از ولورین زمین ۶۱۶ است که در اثر مارول نهایی ، در داستان های جدا از شخصیت اصلی ظاهر می شود. ولورین نهایی برای اولین بار در مردان ایکس نهایی شماره ۱ (فوریه ۲۰۰۱) ظاهر شد و توسط نویسنده مارک میلار و تصویرگر آدام کوبرت (بر اساس شخصیت اصلی ساخته شده توسط روی توماس ، لن وین و جان رومیتا، پدر) ساخته شده است.